# 小行星5714
小行星5714（英語：5714 Krasinsky）是一颗围绕太阳公转的小行星。1982年8月14日，尼古拉·切爾尼赫在克里米亚发现了此天体。
这颗小行星的绝对星等为337.7448307410971等。